# Heinrich Stock (Politiker)
Heinrich Stock (* 26. Oktober 1930 in Marnitz; † 7. Dezember 2007 in Seedorf-Weitewelt) war ein deutscher Politiker (CDU).

## Leben
Stock besuchte die Volksschule, die Staatliche Oberschule für Jungen und die Landwirtschaftliche Fachschule. Nach der Landwirtschaftlichen Lehre war er als selbständiger Landwirt tätig. Er war Mitglied im Bauernverband, Vorstandsvorsitzender der Hansa-Milch Ostholstein Lübeck und Vorsitzender der Milcherzeugervereinigung im Bezirk Schleswig-Holstein Ost.
1949 wurde Stock Mitglied der CDU, bei der er Vorsitzender des Ortsverbandes Seedorf und Mitglied im Kreisvorstand Segeberg war. Er war Gemeindevertreter der Gemeinde Seedorf und Amtsvorsteher des Amtes Wensin sowie Mitglied des Kreistages Segeberg. Von 1983 bis 1988 war er Mitglied des Landtags von Schleswig-Holstein.